# Elísabet Benavent
 (septembre 2023).
La mise en forme du texte ne suit pas les recommandations de Wikipédia : il faut le « wikifier ».
Les points d'amélioration suivants sont les cas les plus fréquents. Le détail des points à revoir est peut-être précisé sur la page de discussion.
- Les titres sont pré-formatés par le logiciel. Ils ne sont ni en capitales, ni en gras.
- Le texte ne doit pas être écrit en capitales (les noms de famille non plus), ni en gras, ni en italique, ni en « petit »…
- Le gras n'est utilisé que pour surligner le titre de l'article dans l'introduction, une seule fois.
- L'italique est rarement utilisé : mots en langue étrangère, titres d'œuvres, noms de bateaux, etc.
- Les citations ne sont pas en italique mais en corps de texte normal. Elles sont entourées par des guillemets français : « et ».
- Les listes à puces sont à éviter, des paragraphes rédigés étant largement préférés. Les tableaux sont à réserver à la présentation de données structurées (résultats, etc.).
- Les appels de note de bas de page (petits chiffres en exposant, introduits par l'outil «  Source ») sont à placer entre la fin de phrase et le point final[comme ça].
- Les liens internes (vers d'autres articles de Wikipédia) sont à choisir avec parcimonie. Créez des liens vers des articles approfondissant le sujet. Les termes génériques sans rapport avec le sujet sont à éviter, ainsi que les répétitions de liens vers un même terme.
- Les liens externes sont à placer uniquement dans une section « Liens externes », à la fin de l'article. Ces liens sont à choisir avec parcimonie suivant les règles définies. Si un lien sert de source à l'article, son insertion dans le texte est à faire par les notes de bas de page.
- La présentation des références doit suivre les conventions bibliographiques. Il est recommandé d'utiliser les modèles {{Ouvrage}}, {{Chapitre}}, {{Article}}, {{Lien web}} et/ou {{Bibliographie}}. Le mode d'édition visuel peut mettre en forme automatiquement les références.
- Insérer une infobox (cadre d'informations à droite) n'est pas obligatoire pour parachever la mise en page.

Pour une aide détaillée, merci de consulter Aide:Wikification.
Si vous pensez que ces points ont été résolus, vous pouvez retirer ce bandeau et améliorer la mise en forme d'un autre article.
Elísabet Benavent, née le 3 Juillet 1984 à Gandia (province de Valence en Espagne) est une autrice espagnole de comédie romantique. Elle a écrit plusieurs livres dont la saga « Valeria ». Ses romans se sont vendus à 5 millions d’exemplaires, la positionnant comme l’une des écrivains contemporains espagnols les plus marquantes.
Sur les réseaux sociaux, elle est connue sous le nom de Beta Coqueta.

## Biographie
Elísabet Benavent a un diplôme de communication audiovisuelle obtenu à l'université CEU Cardinal Herrera de Valence. Par la suite, elle termine une maîtrise de communication et art à l'université Complutense de Madrid, ville dans laquelle elle réside toujours.
Son amour pour l'écriture naît très jeune, grâce à sa sœur qui lui inculque le goût de la lecture, mais elle ne sait pas exactement quand elle a commencé à écrire, elle en a juste ressenti le besoin. Elle est connue pour ses romans « romantico-contemporains », selon sa propre description.
Elle devient célèbre avec la publication de son premier livre Dans les pas de Valeria le 3 janvier 2013, via une plateforme numérique. Quelques mois après son auto-édition sur internet, l'éditeur Suma publie le roman comme premier livre de la saga Valeria, qui se poursuit par Dans le miroir de Valeria (2013), Les Hauts et les Bas de Valeria (2013), Passionnément Valeria (2013) et El diario de Lola (2015). La saga raconte l'histoire de Valeria et de ses amis dans un voyage autour de leurs vies et de l'amour.  Elle est traduite dans différentes langues comme le français, le néerlandais, le russe, le turc, le hongrois, le serbe, le croate, le slovaque et le macédonien. Grâce à son succès, le 8 mai 2020, Netflix présente la première saison de la série Valeria, une production basée sur les romans. Au casting on retrouve Diana Gómez, Paula Malia , Silma López et Teresa Riott. Après le succès de la première saison, la seconde est diffusée en août 2021 et la saison finale en juin 2023.
En 2014, Elísabet Benavent commence deux autres séries de romans. La première trilogie, Mi elección, se compose de Por Alguien que no soy (2014), Alguien como tú (2015) et Alguien como yo (2015) : elle raconte l'histoire d'un triangle amoureux. La seconde duologie, Silvia, composée de Persiguiendo[Quoi ?]a Silvia et Encontrando a Silvia, raconte l'histoire d'une employée dans une multinationale qui, abandonnée par son partenaire, entame une relation avec une célébrité. Ces deux sagas sont inédites en France.

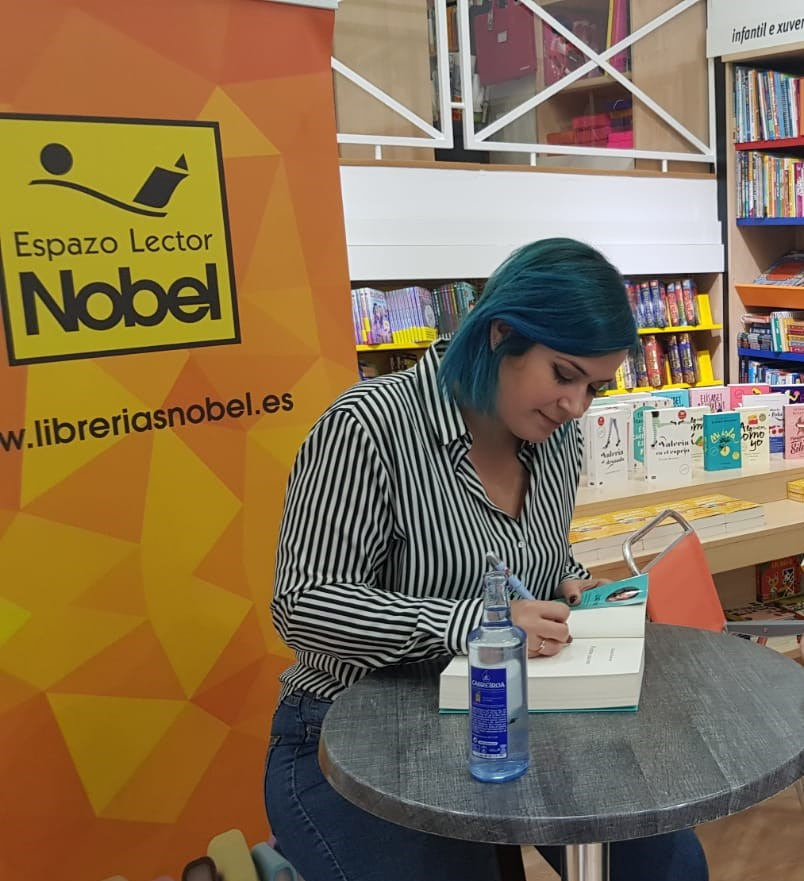
Elísabet Benavent à une séance de dédicaces.

En 2016, elle publie trois nouveaux romans. Le premier, Mi isla, aussi traduit en catalan, raconte l'histoire d'un homme qui gère une maison d'hôtes et tombe amoureux. Les deux autres romans constituent la duologie intitulée Horizonte Martina formée par Martina con vistas al mar et Martina en tierra firme.
En 2017, elle lance une autre duologie, Sofía, avec les romans La magia de ser Sofía et La magia de ser nosotros. Cette série raconte l'histoire d'une serveuse qui ne cherche pas l'amour mais tombe amoureuse lorsqu'elle découvre que la magie n'existe qu'en se regardant dans les yeux. La même année, elle publie Este cuaderno es para mi, un livre à utiliser comme journal intime.
En 2018, c'est la série Canciones y Recuerdos qui est publiée, comprenant les volumes Fuimos canciones et Seremps recuerdos où l'autrice parle des fardeaux émotionnels du passé à travers sa protagoniste Macarena. En octobre 2020, l'adaptation cinématographique est annoncée. Les principaux acteurs qui donnent vie aux personnages sont María Valverde dans le rôle de Macarena et Álex González dans le rôle de Leo. Le film sort le 29 septembre 2021 sur la plateforme Netflix, sous le nom Nous étions des chansons en France.
En 2019, elle publie Toda la verdad de mis mentiras donde qui parle de mensonges et d'amitiés dans un groupe d'amis.
En 2020, paraît Un conte parfait dans lequel Margot, une riche héritière, fait la rencontre de David, un jeune homme qui peine à joindre les deux bouts. Leurs chemins se croisent et ils découvrent qu'eux seuls peuvent s'aider à reconquérir l'amour de leur vie. En 2021, Netflix confirme l'adaptation à venir en série. La série sort le 28 juillet 2023 avec au casting : Anna Castillo, Álvaro Mel, Tai Fati et Jimmy Castro.
En avril 2021, elle publie El arte de engañar al karma, un roman où les femmes cessent d'être des muses et deviennent des créatrices.
En 2022, ses romans Todas esas cosas que te diré mañana et Los abrazos lentos sont publiés.
En 2023 sort Cómo (no) escribí nuestra historia, dans lequel une écrivaine à succès confrontée au syndrome de la page blanche et n'a qu'une obsession : tuer son personnage qui l'a propulsée vers le succès.
Fin 2023, Elísabet Benavent a vendu plus de 4 000 000 d'exemplaires.

## Œuvres

### Valeria
- Dans les pas de Valeria ((es) En loz[Quoi ?] zapatos de Valeria, 2013)[7]
- Dans le miroir de Valeria ((es) Valeria en el espejo., 2013)
- Les hauts et les bas de Valeria ((es) Valeria en blanco y negro., 2013)
- Passionnément Valeria ((es) Valeria al desnudo., 2013)
- (es) El diario de Lola, 2015

### Mi elección
- (es) Alguien que no soy, 2014[8]
- (es) Alguien como tú, 2015[9]
- (es) Alguien como yo, 2015[9]
- (es) Tras las huellas de Alba, Hugo y Nico, 2016

### Silvia
- (es) Persiguiendo a Silvia, 2014[10]
- (es) Encontrando a Silvia, 2014[10]

### Horizonte Martina
- (es) Martina con vistas al mar, 2016[11]
- (es) Martina en tierra firme, 2014[11]

### Sofía
- (es) La magia de ser Sofía, 2017[12]
- (es) La magia de ser nosotros, 2017[13]

### Nous étions des chansons
- (es) Fuimos canciones, 2018[14]
- (es) Seremos recuerdos, 2018[15]

### Autres romans
- (es) Mi isla, 2017[16]
- (es) Toda la verdad de mis mentiras, 2019[17]
- Un conte parfait ((es) Un cuento perfecto, 2020)[18]
- (es) El arte de engañar al karma, 2021[19]
- (es) Todas esas cosas que te diré mañana, 2022[20]
- (es) Como (no) escribí nuestra historia, 2023[21]

### Autres
- (es) Este cuaderno es para mí, 2017[22]
- (es) Los abrazos lentos, 2022[23]

## Adaptations à l'écran
1. Valeria. Série diffusée sur Netflix entre 2020 et 2025.
2. Nous étions des chansons. Film diffusé sur Netflix le 29 septembre 2021.
3. Un conte parfait. Série diffusée sur Netflix le 28 juillet 2023.